# Нижнеудинские пещеры
Нижнеудинские пещеры — геоморфологический памятник природы регионального значения.
Расположен на территории Нижнеудинского района Иркутской области России, в предгорьях Восточного Саяна, в 62 км южнее Нижнеудинска, на скале горы Богатырь, сложенной из тёмно-серого плотного известняка. Общая площадь — 2,1 га.
Создан Решением исполнительного комитета Иркутского областного совета народных депутатов от 19 мая 1981 года № 264.

## Большая Нижнеудинская пещера
Вход в Большую пещеру овальной формы и диаметром не более метра. Расположен на высоте примерно 280 метров над уровнем реки Уды и обращён на северо-северо-восток. От входа узкий, шириной 1,5 метра, извилистый коридор длиной свыше 100 метров ведёт в большое мрачное, разделённое на два крыла глыбами известняка подземелье со сводами и стенами причудливых форм, столбами сталагмитов и сталактитов, некоторые из которых достигают двухметровой длины. Протяжённость центрального зала — 160 метров, ширина — от 12 до 16 метров, куполообразный потолок пещеры расположен на высоте 10—15 метров.
Центральный зал аркой соединён с меньшим по размеру залом, от них в разных направлениях расходятся коридоры, имеющие различную длину, ширину и высоту. Наиболее выделяющиеся из их числа — «Ползучий коридор» южного направления, длиной 25 метров, шириной 4—5 метров, высотой до 1 метра и «Марьин коридор» западного направления длиной около 18 метров, шириной до 4 метров и высотой 5—6 метров, в конце которого находится скопление льда, образованного попавшей по трещинам водой при достаточно низкой температуре пещеры 1,5 °C. В одном из отдалённых коридоров сохранился застывший водопад.
По сведениям известного геолога Ивана Дементьевича Черского, посетившего Большую Нижнеудинскую пещеру в 1875 году, общая длина всех её ходов составила более 500 метров, воздух в ней чистый и сухой. На стене пещеры сохранилась надпись, сделанная учёным.

## Малая Нижнеудинская пещера
В 100 метрах северо-восточнее Большой пещеры находится Малая Нижнеудинская пещера, вход в неё шириной 5 метров и высотой около 6 метров. Воздух вначале относительно тёплый и влажный, но по мере продвижения вглубь пещеры температура резко понижается. Ледяные сталактиты и сталагмиты в ней разнообразной формы и величины. Коридор пещеры длиной 100 метров и шириной 3—4 метра тянется в юго-юго-восточном направлении. С левой его стороны отходит щелеобразный извилистый ход длиной около 60 метров, шириной 1 метр и высотой 1,5 метра, получивший название «Проклятая дыра». Возможно, в прошлом пещеры имели сообщение, но в результате обвалов ход между ними был засыпан щебнем.
Над пещерой имеется вход шириной 1 метр и высотой около 0,8 метра, от которого идёт узкий коридор, переходящий в длинный извилистый щелеобразный проход. С вершины горы открывается панорама на долину Уды и цепи Восточного Саяна.

## Значение
Обе пещеры представляют научный интерес в сфере палеонтологии. В них в 1875 году И. Д. Черским были обнаружены сохранившиеся в донных слоях пещер (большая часть в Малой пещере) на глубине 1,5—2 метра останки вымерших четвертичных животных Прибайкалья, обитавших здесь десятки тысяч лет назад: кости и куски кожи сибирского длинношёрстного носорога; кости ископаемого пещерного медведя, превосходящего по размеру своего современного бурого сородича; кости северного оленя, сайги, горного козла, кабана, косули, песца, медведя. Часть фауны относится к последней ледниковой эпохе или к началу послеледниковой.
На некоторых костях животных заметны повреждения, нанесённые, по мнению археолога М. М. Герасимова, человеком древнекаменного века, хотя его останков, равно, как и орудий труда, не было найдено. В наносах пещер в начале XX века обнаружен обёрнутый в берёзовую кору деревянный наконечник гарпуна с привязанными к нему иглами ежа.
Среди экспонатов Иркутского краеведческого музея хранится обнаруженная в пещере в 1910 году отлично сохранившаяся плечевая кость шакала. Результаты раскопок в Нижнеудинских пещерах были обобщены в работе геолога и палеонтолога В. С. Слодкевича.